# Stazione di Montagnana
La stazione di Montagnana è una stazione ferroviaria della linea Mantova-Monselice, situata nel comune di Montagnana in Veneto.

## Storia
Il 31 dicembre 1886, con l'attivazione della tratta da Legnago a Montagnana, venne completata la linea Mantova-Monselice.

## Strutture e impianti
Il fabbricato viaggiatori si sviluppa su due livelli. Al 2014, la stazione è impresenziata e al suo interno sono situati un bar e la sede locale della Protezione Civile. Il primo piano è occupato da un'abitazione privata. 
A lato della stazione, lato Mantova, gli edifici un tempo adibiti a magazzino per materiali ed attrezzature per il servizio di manutenzione della linea, sono attualmente occupati dalla sede di un'associazione sportiva.
All'interno di una sala del bar è visibile la targa commemorativa del centenario della linea, affissa nel 1985 il giorno dei festeggiamenti.
Il piazzale è dotato di tre binari. Il binario 1 è quello di corsa, mentre il secondo viene utilizzato per gli incroci e le precedenze. Il terzo binario, un tempo passante, è stato modificato a seguito dell'attivazione di un deviatoio da 60 km/h lato Monselice e reso tronco. Viene utilizzato per la sosta temporanea di draisine ferroviarie, veicoli di servizio e treni cantiere.
Lo scalo merci risulta da tempo non utilizzato, ma ancora fornito di un magazzino merci con rifiniture in legno. Nei pressi del fabbricato viaggiatori spicca una torre dell'acqua in muratura, per il rifornimento delle colonne idriche per le locomotive a vapore.
La gestione degli impianti è affidata a Rete Ferroviaria Italiana (RFI).

## Movimento
Il servizio viaggiatori è effettuato da Trenitalia e da Sistemi Territoriali.
Il servizio merci è cessato dalla seconda metà degli anni '90.

## Servizi
- Biglietteria self-service
- Bar
- Sala d'attesa

## Interscambi
È presente un parcheggio nel piazzale antistante il fabbricato viaggiatori. A poca distanza si trovano le fermate delle autolinee interurbane di ATV, Busitalia-Sita Nord e SVT.